# Drzewice (województwo wielkopolskie)
Drzewice – wieś w Polsce położona w województwie wielkopolskim, w powiecie złotowskim, w gminie Okonek. 
W latach 1975–1998 miejscowość administracyjnie należała do województwa pilskiego.